# Liste de personnes militant pour le droit des femmes
 (avril 2020).
- Si vous ne connaissez pas le sujet, laissez ce bandeau (vous pouvez alors contacter les auteurs).
- Si vous supprimez le contenu mis en cause (vous pouvez préalablement contacter les auteurs),

argumentez précisément cette suppression dans la page de discussion
(un manque de référence n'est pas un argument ; une recherche réelle de référence doit avoir été effectuée, être formellement documentée).
Cet article présente une liste de personnes militant pour les droits des femmes.

## Liste

### Afrique du Sud
- Jennifer Radloff (1961-), pionnière de l'utilisation des technologies de l'information et de la communication (TIC) à des fins de justice sociale.
- Mmabatho Ramagoshi, secrétaire générale de l'Alliance internationale des femmes
- Shamima Shaikh (1960–1998) - militante de l'Afrique du Sud, membre du Muslim Youth Movement of South Africa, figure prééminente pour l'égalité des sexes dans l'Islam.
- Lady Skollie (1987-), artiste féministe et militante de la ville du Cap.

### Albanie
- Urani Rumbo (1895-1936), pionnière du féminisme en Albanie, fondatrice de l'Union des femmes[1].
- Diana Çuli (née en 1951), députée et romancière, militante, présidente de la Fédération des femmes albanaises.

### Algérie
- Ourida Chouaki (1954–2015) - militante associative des droits de la femme
- Assia Djebar (1936-2015) - historienne et femme de lettres algérienne
- Wassyla Tamzali (1936-) - écrivaine et militante féministe algérienne
- Fatima Zohra Karadja (1949-) - psychologue, femme politique et militante pour le droit des femmes et des enfants algériennes

### Allemagne
- Louise Catherine Breslau (1856-1927) - peintre allemande naturalisée suisse, ayant fait carrière à Paris, militante pour le droit des femmes à pouvoir vivre de leur art.

- Alice Schwarzer (1942–) - journaliste et éditrice du magazine Emma.
- Ulrike Meinhof (1934-1976) - journaliste et éditrice de la revue Konkret.
- Elisabeth Selbert (1896-1986) - avocate et femme politique. Elle est l'une des initiatrices de l'inscription de l'égalité femmes-hommes dans la Constitution allemande.

### Andorre
- Vanessa Mendoza Cortés (1980-) - psychologue, militante du droit à l'avortement en Andorre[2].

### Argentine
- Elvira Rawson (1867-1954), militante notable des droits des femmes et de l'enfant, au point d'être connue comme « la mère des droits des femmes en Argentine ».
- Ofelia Fernández (2000-), femme politique et militante féministe argentine, plus jeune membre de l'Assemblée législative de la ville de Buenos Aires.
- Hebe de Bonafini (1928-), militante argentine, présidente des Mères de la place de Mai.

### Australie
- Thelma Bate (1904-1984) - chef communautaire, défenseuse de l'inclusion des femmes autochtones dans la Country Women's Association (en) (« Association des femmes de pays »).
- Sandra Bloodworth - historienne du travail, militante socialiste, cofondatrice de l'organisation trotskiste Socialist Alternative, éditrice de Marxist Left Review.
- Eva Cox (1938 -) - sociologue et féministe active dans les deux secteurs des services sociaux et politiques. Membre de longue date de élections Lobby des femmes et commentatrice sociale sur les femmes au pouvoir, les femmes et le travail et la justice sociale.
- Louisa Margaret Dunkley (1866-1927) - télégraphiste, organisatrice du travail.
- Elizabeth Evatt (1933 -) - réformiste juridique et jurée ; d'une grande éloquence sur l'insuffisance de la loi sur la discrimination sexuelle de l'Australie par rapport à la CEDAW. Evatt est la première Australienne à être élue au Comité des droits de l'homme des Nations unies.
- Miles Franklin (1879-1954) - écrivaine et féministe d'importance nationale.
- Vida Goldstein (1869-1949) - féministe en politique australienne de la première heure qui a fait campagne pour le suffrage des femmes et la réforme sociale. Première femme de l'Empire britannique à se présenter aux élections à un parlement national.
- Germaine Greer (1939 -) - autrice de La Femme eunuque, universitaire et commentatrice sociale.
- Bella Guerin (1858-1923) - première femme à obtenir un diplôme d'une université australienne, Guerin était une socialiste féministe de premier plan (mais avec des périodes de conflits publics) dans le Parti travailliste australien.
- Louisa Lawson (1848-1920) - féministe, suffragette, autrice et éditrice. Fondateur de The Dawn, Lawson était une fédéraliste pro-républicaine radicale.
- Eileen Powell (1913-1997) - syndicaliste, militante pour la cause des femmes, elle contribue de façon importante à la décision pour l'égalité de rémunération pour un travail égal (Equal Pay for Equal Work).
- Millicent Preston-Stanley (1883-1955) - la première femme membre de l'Assemblée législative NSW. Campagne pour les droits de garde de la mère en cas de divorce et la santé des femmes.
- Elizabeth Anne Reid - première conseillère au monde sur les affaires de la femme à un chef d'État, le Premier ministre travailliste Gough Whitlam, et active par rapport au développement des femmes à l'ONU et aussi importante dans l'activisme par rapport au Virus de l'immunodéficience humaine.
- Bessie Rischbieth (1874-1967) - première femme à être nommée à un tribunal : en 1915, elle obtient un poste honorifique à la Cour pour enfants de Perth ; militante de première heure contre la pratique du gouvernement australien de prendre les enfants autochtones de leur mère (cf. générations volées) ; membre fondatrice de plusieurs organisations de femmes et rédactrice en chef de The Dawn.
- Jessie Street (1889 - 1970) - suffragette australienne, militante des droits féministes et humains, influente en matière de droits du travail et des débuts de l'ONU.
- Anne Summers (1945 -) - militante des droits des femmes, de premier plan dans les sphères politiques et médiatiques. Conseillère pour les femmes au Premier ministre travailliste Paul Keating et éditrice de Ms. Magazine (New York).

### Autriche
- Marianne Hainisch (1839–1936) - militante autrichienne de premier plan pour les droits des femmes au travail et à l'éducation.
- Monika Czernin (1965-) - écrivaine.
- Melissa Müller (1967-), écrivaine, journaliste et cinéaste.

### Belgique
- Marlise Ernst-Henrion (1914-2011) - juriste droit des femmes, membre de multiples organismes de représentation des femmes.
- Marguerite Coppin (1867–1931) - poétesse lauréate de Belgique et militante pour les droits des femmes.
- Frédérique Petrides (1903–1983) - cheffe d'orchestre, militante belgo-américaine, aussi éditrice de Women in Music, une série de périodiques faisant la chronique des activités des femmes en musique.
- Mireille-Tsheusi Robert[3] (1981-) - autrice, militante intersectionnelle.
- Louise de Craene-Van Duuren (1875-1938) -  philosophe et militante féministe de l’entre-deux-guerres, théoricienne du féminisme.
- Fernande Baetens (1901-1977) - juriste féministe catholique.
- Isala Van Diest (1842-1916) -  première femme médecin et première femme universitaire.

### Brésil
- Vera Lúcia de Miranda Guarda (1963-) - docteure en sciences pharmaceutiques, présidente de la chaire UNESCO pour l'éducation, la science et la culture sur l'eau, les femmes et le développement.
- Marie Rennotte (1852-1942) médecin, pédagogue et militante pour les droits des femmes.

### Cameroun
- Djaïli Amadou Amal (1975–) - écrivaine camerounaise et militante pour les droits des femmes; elle a créé en 2012 l'association des femmes du sahel.
- Thérèse Sita-Bella (1933–2006) - réalisatrice, pilote d'avion camerounaise et première journaliste femme du Cameroun. Elle est considérée comme la première féministe du Cameroun.
- Delphine Zanga Tsogo (1935–) - militante féministe, femme de lettres, et première femme ministre du Cameroun
- Hawaou Adamou (1974–) - dirige l’Association des Femmes Haoussas pour le Développement (AFHADEV) et lutte pour l’émancipation des femmes à travers leur indépendance financière et leur éducation[4].

### Canada

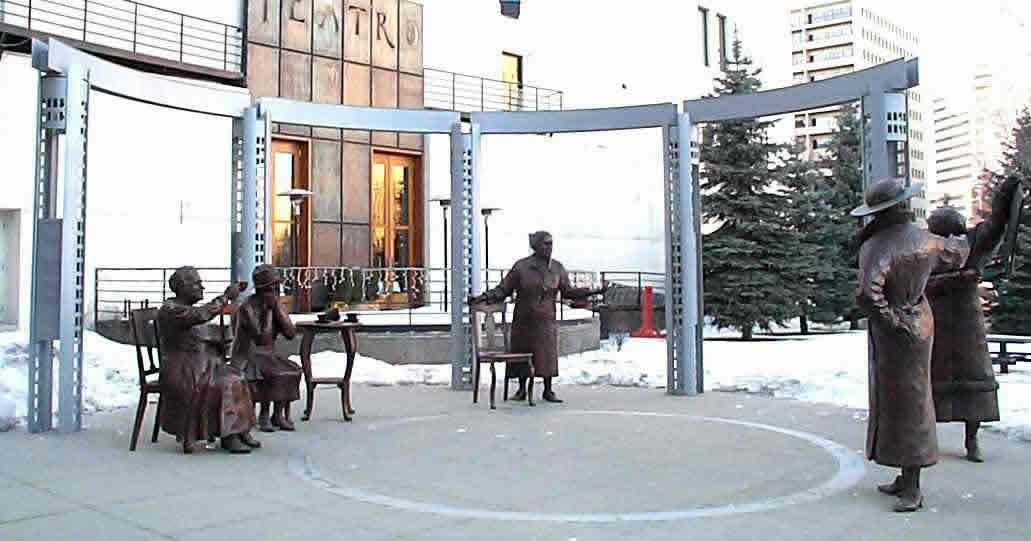
Les Célèbres cinq, représentées par une sculpture de Barbara Paterson à Calgary.

- Sarah Anne Curzon (1833-1898) poète, journaliste, éditrice, dramaturge canadienne d'origine britannique et l'une des « premières activistes des droits des femmes et partisanes du féminisme libéral »
- Nellie McClung (1873–1951) - féministe et suffragette, faisant partie des Célèbres cinq.
- Jamie McIntosh (XXIe siècle) - avocat et militant pour les droits des femmes.
- Emily Howard Stowe (1831–1903) – femme médecin, militante pour l'inclusion des femmes dans la communauté médicale professionnelle, fondatrice de la Canadian Women's Suffrage Association.
- Edith Archibald (1854–1936) - suffragette, écrivaine, a dirigé la Woman's Christian Temperance Union des Maritimes, le National Council of Women of Canada et le Local Council of Women of Halifax.
- Anna Leonowens (1831–1915) - écrivaine de voyage, éducatrice et militante sociale.
- Eliza Ritchie (1856-1933) - suffragette de premier plan, membre exécutive du Local Council of Women of Halifax.
- Laura Borden (1861–1940) - présidente du Local Council of Women of Halifax.
- Marie Lacoste-Gérin-Lajoie (1867-1945) - suffragette, juriste autodidacte.
- Éva Circé-Côté (1871-1949) - journaliste, dramaturge et bibliothécaire québécoise. Elle est connue pour son militantisme en faveur de l'éducation, contre l'ingérence du clergé dans la politique et pour l'émancipation des femmes.
- Idola Saint-Jean (1880-1945) - suffragette, journaliste.
- Thérèse Casgrain (1896 - 1981) - suffragette, réformatrice, féministe, femme politique et sénatrice canadienne, qui a surtout agi au Québec.
- Léa Roback (1903-2000) - féministe et syndicaliste liée au parti communiste.
- Mary Two-Axe Earley (1911-1996) - activiste pour les droits des femmes et des enfants autochtones.
- Françoise David (1948-) - femme politique, organisatrice des Marche du pain et des roses et Marche mondiale des Femmes.
- Dionne Brand (1953-) - écrivaine sur les thèmes du genre, de la race, de la sexualité et du féminisme, de la domination masculine blanche, des injustices et des "hypocrisies morales du Canada".
- Lise Balcer (1949-) féministe et militante du Front de libération du Québec. Lors des procès ayant suivi la crise d'Octobre, son refus de témoigner devant la cour tant que les femmes n'auraient pas le droit d'être membre d'un jury précède de quelques mois l'adoption d'une loi québécoise reconnaissant ce droit.

### Chili
- Elena Caffarena (1903-2003), avocate et féministe, militante pour le droit de vote des femmes, fondatrice d'associations, dépose en 1941 le projet de loi pour le droit de vote des femmes pour toutes les élections.

### Colombie
- Aydée Anzola Linares (1923-2014), avocate colombienne, militante pour le droit de vote des femmes.

### Costa Rica
- Esther de Mézerville (1885-1971), militante pour le droit de vote des femmes.

### Danemark
- Annestine Beyer (1795-1884) - pionnière de l'éducation pour les femmes.
- Widad Akrawi (1969-) - écrivaine et femme médecin, militante pour l'égalité des sexes et pour l'émancipation des femmes et leur participation aux négociations de paix et à la gouvernance après-conflit.
- Astrid Stampe Feddersen (1852-1930) - chaire de la première rencontre scandinave sur les droits des femmes.
- Caroline Testman (1839-1919) - féministe, cofondatrice du Dansk Kvindesamfund.

### Égypte
- Qasim Amin (1863–1908) - juriste, militant pour les droits des femmes de la première heure, dans la société égyptienne.
- Nawal El Saadawi (1931-) - écrivaine et femme médecin, militante pour la santé et l'égalité des femmes.
- Huda Sharawi (1879–1947) - féministe, organisatrice pour le Mubarrat Muhammad Ali (organisation de services sociaux pour les femmes), l'Union of Educated Egyptian Women et le Wafdist Women’s Central Committee, fondatrice et première présidente de l'Union féministe égyptienne.
- Engy Ghozlan (1985–) - coordonnatrice de campagnes contre le harcèlement sexuel en Égypte.
- Yousra Chaaban (1990-) - docteur en droit, membre du Comité anti-harcèlement et du Comité législatif du Conseil national des femmes au Caire.

### Espagne
- Juana Whitney (1857-1945), pédagogue basque engagée dans la lutte pour les droits des femmes.
- Clotilde Cerdà i Bosch (1861-1926), militante des droits humains contre l'esclavage et pour les droits des femmes en Espagne.
- Teresa Claramunt (1862-1931), ouvrière et écrivaine, autrice du livre Femmes, unissons-nous !
- María de Maeztu (1881-1948), fondatrice de la Residencia de Señoritas et du Lyceum Club de Madrid.
- Zenobia Camprubí (1887-1956), écrivaine.
- Aurora Bertrana (1892-1974), fondatrice du Lyceum club de Barcelone.
- Victorina Durán (1899-1993), peintre avant-gardiste associée au surréalisme des années 1920, fondatrice du Cercle saphique de Madrid.
- Federica Montseny (1905-1994), première femme ministre de la République espagnole. Elle a dépénalisé l'avortement en Catalogne en 1936.
- Hildegart Rodríguez Carballeira (1914-1933), dite La Vierge Rouge, jeune militante féministe assassinée par sa mère Aurora à Madrid en 1933.
- Neus Català i Pallejà (1915-), figure de la République espagnole, militante, engagée dans la résistance contre les nazis pendant la Seconde Guerre mondiale.
- Ángeles Flórez Peón (1918-), dernière milicienne survivante de la guerre d'Espagne.
- Josefina Lamberto (1929-2022), victime de la répression, elle témoigne sa vie durant du viol et de l'assassinat de sa sœur Maravillas par les nationalistes.
- Antonina Rodrigo (1935-), historienne dont le travail est lié aux études de genre.
- Ana María Pérez del Campo, (1936-), pionnière dans la lutte pour les droits des femmes en Espagne pendant la dictature et la transition démocratique.
- Carlota Bustelo (1937-), première présidente de l'Instituto de la Mujer.
- Empar Pineda (1944-), militante féministe.
- Rosario Velasco (1957-), pédiatre et femme politique.
- Carmen García Colmenares (1952-), universitaire, reconnue dans le domaine de la recherche sur ses travaux sur l'androcentrisme.
- Beatriz Gimeno (1962-), femme politique, présidente de l'Institut des femmes à Madrid.
- Patricia Mayayo (1967-), universitaire, spécialiste de l'histoire des femmes dans l'art.
- Yayo Herrero (1965-), universitaire écoféministe.
- Nevenka Fernández (1974-), économiste et personnalité politique.
- Tània Balló Colell (1977-), cinéaste et écrivaine connue pour son travail sur le mouvement féministe des Las Sinsombrero des années 1920.

### États-Unis
- Naomi Anderson (1843-1899), suffragette afro-américaine, leader de la tempérance, activiste des droits civiques et écrivaine, plaidant pour l'égalité des droits pour tous les genres et races.
- Eliza Archard Conner (1838-1912), écrivaine, journaliste et féministe de l'Ohio, engagée pour le salaire égal à travail égal pour les femmes.
- Jane Addams (1860-1935) - importante militante sociale et présidente de la Ligue internationale des femmes pour la paix et la liberté.
- Susan B. Anthony (1820-1906) - éminente leader des droits civiques, a joué un rôle pivot dans le mouvement du XIXe siècle, les droits de la femme pour présenter le suffrage des femmes aux États-Unis.
- Lillie Devereux Blake (1833-1913), avec Matilda Joslyn Gage, elle signe la Déclaration des droits des femmes du centenaire de 1876. Elle préside la New York State Woman's Suffrage Association (1879-1890) et la New York City Woman's Suffrage League (1886-1900).
- Alice Stone Blackwell (1857–1950) - journaliste et féministe, rédactrice en chef du Woman's Journal, une publication principale sur les droits des femmes.
- Lucy Gwynne Branham (1892-1966) -  suffragette américaine associée au National Women's Party
- Antoinette Brown Blackwell (1825–1921) - fondatrice de la American Woman Suffrage Association avec Lucy Stone en 1869.
- Henry Browne Blackwell (1825-1909) - homme d'affaires, abolitionniste, journaliste, chef de suffrage et militant.
- Amelia Bloomer (1818–1894) - suffragette, éditrice et rédactrice en chef de The Lily.
- Czarina Conlan (14 janvier 1871 - 5 mai 1958) - militante féministe et suffragette Chactas-Chicachas.
- Helen Gurley Brown (1922–2012) - autrice de Sex and the Single Girl, rédactrice en chef de longue date de Cosmopolitan; a préconisé l'épanouissement de la femme à travers la réalisation personnelle.
- Lucy Burns (1879–1966) - suffragette et militante pour les droits des femmes.
- Jacqueline Ceballos - féministe et fondatrice des Veteran Feminists of America .
- Carrie Chapman Catt (1859–1947) - leadeuse suffragette, présidente de la National American Woman Suffrage Association, fondatrice de la League of Women Voters et de l'Alliance internationale des femmes.
- William Henry Channing (1810-1884) - ministre, auteur.
- Harriet Clisby (1830-1931) - femme médecin, activiste du droit des femmes et fondatrice de la Women's Educational and Industrial Union à Boston.
- Carol Downer (1933) - fondatrice de l'auto-assistance du mouvement des femmes, féministe, autrice, activiste de la santé, avocate.
- Elisabeth Freeman (1876–1942) - suffragette et militante pour les droits civils, a participé aux Suffrage Hikes.
- Betty Friedan (1921–2006) - écrivain, militante, féministe.
- Margaret Fuller (1810–1850) - transcendantaliste, critique, militante pour l'éducation des femmes, auteur de Woman in the Nineteenth Century.
- Matilda Joslyn Gage (1826–1898) - suffragette, éditrice, écrivain, organisatrice.
- William Lloyd Garrison (1805–1879) - abolitionniste, journaliste, organisatrice, militante.
- Emma Goldman (1869–1940) - militante russo-américaine pour les droits tel que le contrôle des naissances.
- Judy Goldsmith (1938–) - militante féministe, présidente de la National Organization for Women (NOW) de 1982 à 1985.
- Grace Greenwood (1823–1904) - première femme journaliste payée au The New York Times, militante pour la réforme sociale et les droits des femmes.
- Thomas Wentworth Higginson (1828-1911) - abolitionniste, ministre, auteur.
- Julia Ward Howe (1818–1910) - suffragette, écrivain, organisatrice.
- Emily Howland (1827-1929), suffragette, philanthrope et pacifiste
- Jane Hunt (1812-1889) - féministe et abolitionniste.
- Rosalie Gardiner Jones (1883–1978) - suffragette et organisatrice des Suffrage Hikes.
- Eva Kotchever (1891-1943) - militante des droits des femmes réfugiée en France, assassinée à Auschwitz.
- Mary Livermore (1820–1905) - journaliste sur les droits des femmes, suffragette.
- Abby Kelley (1811–1887) - suffragette et militante.
- Catharine MacKinnon (1946-) - avocate, écrivaine, juriste et féministe radicale
- Inez Milholland (1886–1916) - suffragette, participante clé du National Woman's Party et dans la Woman Suffrage Parade of 1913.
- Robin Morgan (1941-) - poète, auteur, théoricienne et militante politique, journaliste et oratrice.
- Frances Munds (1866-1948), suffragette et sénatrice de l'Arizona.
- Diane Nash (1938–) - 1960s leader et organisatrice du Civil Rights Movement, militante pour le droit de vote.
- Maud Wood Park (1871–1955) - fondatrice de la College Equal Suffrage League, première présidente de la League of Women Voters.
- Alice Paul (1885 - 1977) - leader, stratégiste principale et inspiration du Women's Voting Rights Movement des années 1910 pour le 19e amendement à la constitution américaine. Fondatrice du National Woman's Party, initiatrice des Silent Sentinels et de la 1913 Women's Suffrage Parade, auteur du Equal Rights Amendment.
- Wendell Phillips (1811-1884) - abolitionniste, oratrice, avocate.
- Margaret Sanger (1879–1966) - fondatrice de la American Birth Control League, cofondatrice et présidente de longue date de la Planned Parenthood, écrivain, infirmière.
- Anna Howard Shaw (1847–1919) - présidente de la National Woman Suffrage Association, 1904–1915.
- Eleanor Smeal (1939–) - organisatrice, initiatrice, présidente de N.O.W., fondatrice et présidente du Feminist Majority Foundation.
- Elisabeth Cady Stanton (1815–1902) - activiste sociale, abolitionniste, suffragette, organisatrice de la 1848 Women's Rights Convention, cofondatrice de la National Woman Suffrage Association et du Conseil international des femmes.
- Gloria Steinem (1934–) - écrivain, militante, féministe, journaliste sur les droits des femmes.
- Doris Stevens (1892-1963) - organisatrice pour la National American Women Suffrage Association and the National Woman's Party, participante importante aux Silent Sentinels, auteur de Jailed for Freedom.
- Lucinda Hinsdale Stone (1814-1900), plaide pour le droit de vote des femmes, leur accès à l'éducation et pour l'abolition de l'esclavage. En 1890 elle participe à la création de la Michigan Woman's Press Association.
- Lucy Stone (1818–1893) - oratrice, organisatrice de la première National Women's Rights Convention, founder of the Woman's Journal et première Américaine reconnue pour avoir conservé son nom de famille après son mariage.
- Dorothy Thompson (1893–1961) - suffragette à Buffalo et New York, plus tard une journaliste d'influence et présentatrice à la radio.
- Sojourner Truth (c. 1797–1883) - abolitionniste, militante pour les droits des femmes, conférencière, connue pour son discours sur les droits des femmes Ain't I a Woman?.
- Mabel Vernon (1883–1975) - suffragette, principal member of the Congressional Union for Women Suffrage, organisatrice importante pour les Silent Sentinels
- (en)Gertrude Weil (1879-1871) - suffragette américaine, fondatrice et présidente de la Goldsboro Equal Suffrage Association et de la North Carolina League of Women Voters, présidente de la North Carolina Equal Suffrage League, militante pour le droit de vote des femmes, pour les droits des femmes, pour la réforme du travail et les droits civils[5],[6].
- Ida B. Wells (1862–1931) - militante pour les droits civils et anti-lynchage, suffragette connue pour son refus de l'attention médiatique parce qu'elle était afro-américaine.
- Frances Willard (1839-1898) - suffragette et organisatrice.
- Victoria Woodhull (1838–1927) - suffragette, organisatrice, innovatrice, première femme à se présenter à la présidence des États-Unis.

### Éthiopie
- Meaza Ashenafi (1964–) - avocate éthiopienne, fondatrice de l'association Ethiopian Woman Lawyers Association (EWLA) pour la protection des femmes et des enfants.

### France
- Hubertine Auclert (1848-1914) - militante féministe française en faveur du droit des femmes à l'éligibilité et du droit de vote des femmes.
- Alice Milliat (1884-1957) - militante du combat pour la reconnaissance du sport féminin au niveau international ; elle a participé à la création des Jeux mondiaux féminins.
- Marie-Thérèse Auffray (1916-2009) - artiste peintre française, résistante pendant la Seconde Guerre mondiale, engagée pour l'égalité des droits des femmes.
- Adrienne Avril de Sainte-Croix  (1855-1939) - féministe et philanthrope
- Monique Antoine (1933-2015) - militante féministe française
- Elisabeth Badinter (1944-) - femme de lettres, philosophe et féministe
- Simone de Beauvoir (1908-1986) - philosophe, romancière, épistolière, mémorialiste et essayiste française
- Danielle Le Bricquir (1940-) - militante féministe, activiste française
- Claude Cahun (1894-1954) - artiste et résistante, a combattu pour les droits.
- Thérèse Clerc (1927-2016) - grande figure du féminisme en France
- Nicolas de Condorcet (1743-1794) - se prononce en 1788 pour le vote féminin dans Les Lettres d'un bourgeois de New Haven puis dans Le Journal de la Société et, en 1790, dans De l’admission des femmes au droit de cité.
- Christine Delphy (1941-) - sociologue, féministe matérialiste et cofondatrices de Nouvelles Questions féministes
- Antoinette Fouque (1936-2014) - militante féministe
- Charles Fourier (1772-1837) - philosophe français, fondateur de l’École sociétaire, à qui la paternité du mot « féminisme » a été un temps attribuée.
- Françoise Giroud (1916-2003) - journaliste, écrivaine et femme politique française.
- Olympe de Gouges (1748–1793) - femme de lettres française, devenue femme politique, auteure de la Déclaration des droits de la femme et de la citoyenne, en 1791.
- Colette Guillaumin (1934-2017) - sociologue française et une militante antiraciste et féministe matérialiste
- Gisèle Halimi (1927-2020) - avocate, grande figure du féminisme en France.
- Simone Iff (1924-2014) - militante du droit à l'avortement
- Claire Lacombe - militante féministe de la Révolution française.
- Élisa Lemonnier (1805-1865) - éducatrice française, considérée comme la fondatrice de l’enseignement professionnel pour les femmes en France
- Pauline Léon (1768-1838) - militante féministe de la Révolution française.
- Suzanne Malherbe (1894-1954) - artiste et résistante, a combattu pour les droits.
- Marie Pape-Carpantier (1815-1878) - féministe, pédagogue.
- Geneviève Pastre (1924-2012)
- Madeleine Pelletier (1874-1939) - féministe, médecin psychiatre.
- Camille Pert (1863-1952) - femme de lettres, progressiste et féministe
- May Picqueray (1898-1983) - militante anarcho-syndicaliste et antimilitariste libertaire
- Thérèse Pierre (1908-1943) - résistante, morte sous la torture.
- Rosemonde Pujol (1917-2009) - résistante, figure du féminisme
- Alphonse Rebière (1842-1900) - auteur de Les Femmes dans la science et militant pour les droits des femmes
- Martine Storti (1946-) Philosophe, auteure, militante féministe
- Anne-Josèphe Théroigne de Méricourt (1762-1817) - femme politique française, personnalité de la Révolution.
- Rita Thalmann (1926-2013) - historienne, spécialiste de l'histoire de la Shoah et des femmes dans la résistante contre les nazis.
- Edith Thomas (1909-1970) - résistante, spécialiste de l'histoire des femmes.
- Rolande Trempé (1916-2016) - écrivaine, résistante, féministe.
- Simone Veil (1927-2017) - femme politique, ancienne ministre, ancienne députée et ancienne présidente du parlement européen, à l'origine de la Loi Veil, autorisant le Droit de l'avortement.
- Maya Surduts (1937-2016) - militante politique
- Louise Weiss (1893-1983) - journaliste, écrivaine, féministe et femme politique française.
- Rokhaya Diallo (1978-) - Journaliste, réalisatrice et écrivaine, figure médiatique et associative du féminisme intersectionnel
- Rebecca Amsellem (1988-) - Activiste féministe, docteure en économie, autrice.
- Françoise Vergès (1952-) - politologue d'orientation historique, autrice et militante féministe
- Monique Wittig (1935-2003) - romancière, philosophe, théoricienne et militante féministe lesbienne française

### Géorgie
- Babilina Khositashvili (1884-1973) - poétesse et militante féministe du droit du travail

### Ghana
- Evelyn Amarteifio (1916-1997) - cofondatrice d'une YWCA sur la Côte de l'or, fondatrice de la National Federation of Gold Coast Women (NFGCW).
- Mercy ffoulkes-Crabbe (1894-1974) - première présidente de la National Federation of Gold Coast Women (NFGCW).

### Grande Bretagne
- Annie Jiagge (1918-1996) - magistrate
- Lydia Becker (1827-1890) - féministe, suffragette et scientifique intéressé par la biologie et l'astronomie
- Ida Craft - suffragette, une des organisatrices principales des Suffrage Hikes.
- Emily Davison (1872-1913) - suffragette
- Millicent Fawcett (1847–1929) - suffragette et féministe, présidente de longue date de la National Union of Women's Suffrage Societies.
- Christabel Pankhurst (1880–1958) - suffragette, cofondatrice et leadeuse de la Union féminine sociale et politique.
- Emmeline Pankhurst (1858–1928) - une des fondatrices et leadeuses du mouvement des suffragettes au Royaume-Uni.
- Dora Russell (1894–1986) - militante progressiste pour la réforme du mariage, du contrôle des naissances et de l'émancipation des femmes.
- Edith Margaret Garrud (1872–1971) - a entraîné l'unité des « gardes du corps » de l'Union féminine sociale et politique (WSPU) en techniques de défense de jujutsu.
- Alice Vickery (1844-1929) - femme médecin, militante pour le contrôle des naissances en tant que moyen d'émancipation des femmes.
- Muriel Matters (1877-1969), suffragette d'origine australienne qui préconise également le droit à l'éduction avec la pédagogie Montessori

### Guatemala
- Ana Silvia Monzón (1960-) - sociologue, chercheuse et communicante sociale féministe guatemalteque

### Guinée
- Makèmè Konaté (2003-), présidente du Cercle des jeunes filles battantes et libres de Guinée.

### Honduras
- Sandy Cabrera Arteaga (née en 2000), militante hondurienne pour les droits des femmes, première Hondurienne à être dans la liste des 100 femmes de la BBC[7] ;
- Lucila Gamero de Medina (1873-1964), pionnière du féminisme au Honduras, romancière, médecin[8].

### Inde
- Margaret Cousins (1878–1954) - suffragette irlando-indienne, a établi la All India Women's Conference, cofondé la Irish Women's Franchise League.
- Mahatma Jyotirao Phule (1827–1890) - réformateur social, critique du système de castes, a fondé une école pour filles, une initiative de remariage pour les veuves, une maison pour les veuves de haute caste, une maison pour les bébés filles afin de décourager l'infanticide des filles.
- Sunitha Krishnan (1972–) - militante sociale, fonctionnaire en chef et cofondatrice de Prajwala, une institution qui assiste les femmes, filles et transgenres trafiquées afin de leur fournir un logement, une éducation et un emploi.

### Iran

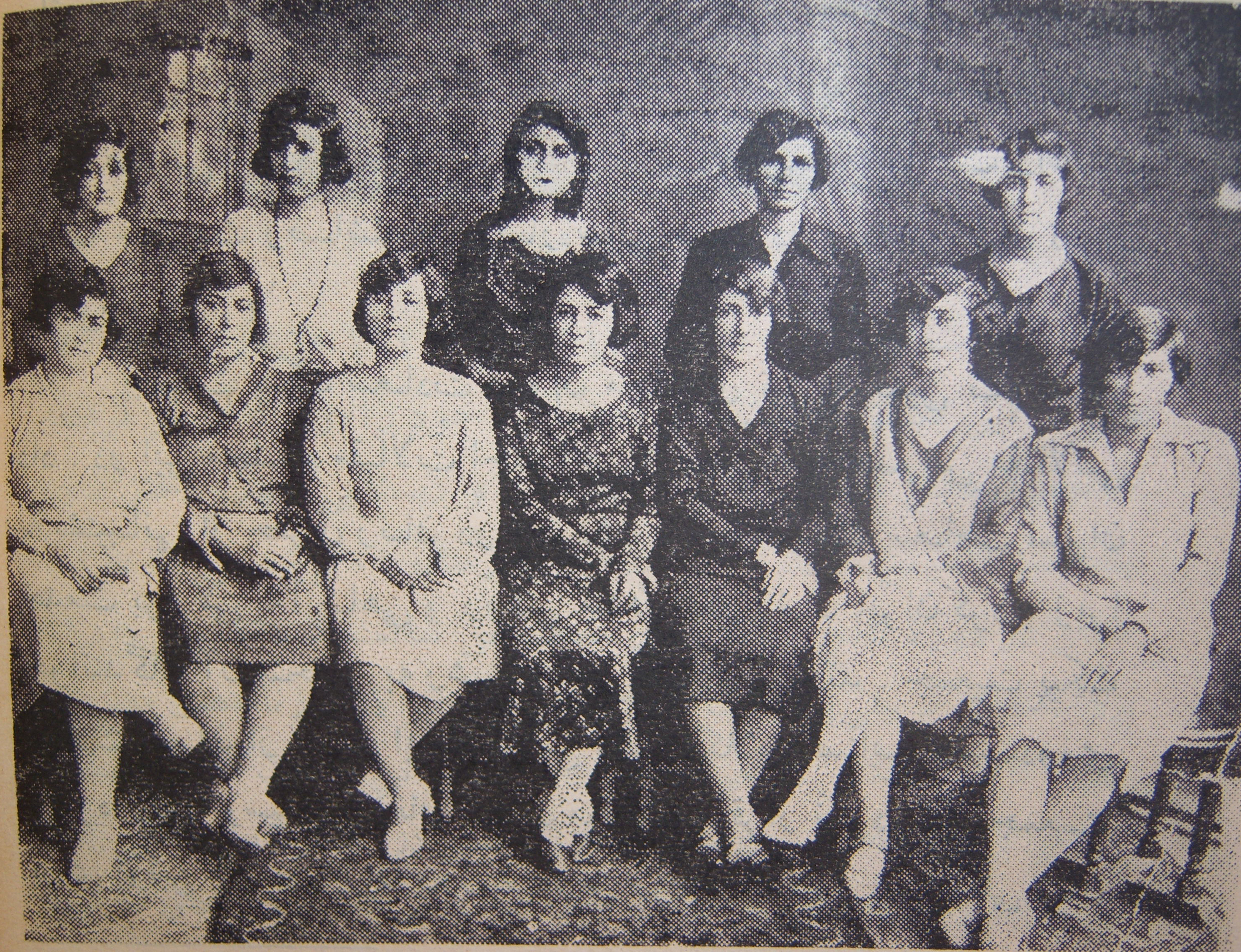
Conseil exécutif de la Jam'iat e nesvan e vatan-khah (Société des femmes patriotiques) - une association radicale pour les droits des femmes à Téhéran (1923-1933).

- Parvin Ardalan (1967–) - militante pour les droits des femmes.
- Bibi Khanoom Astarabadi (1859–1921) - écrivaine.
- Sediqeh Dowlatabadi (1882–1962) - journaliste et militante pour les droits des femmes.
- Shirin Ebadi (1947–) - militante, gagnante du prix Nobel de la Paix pour ses efforts pour les droits des femmes et des enfants.
- Mohtaram Eskandari (1895–1924) - militante pour les droits des femmes, fondatrice de la Jam'iat e nesvan e vatan-khah (Société des femmes patriotiques d'Iran (en)).
- Sheema Kalbasi (1972–) - écrivaine et militante pour les droits humains et l'égalité des sexes.
- Noushin Ahmadi Khorasani (1970–) - militante pour les droits des femmes.
- Shadi Sadr (1975–) - militante pour les droits des femmes.
- Shahla Sherkat (1956–) - journaliste.
- Fatemeh (?–1852) - poète babiste, théologienne et militante pour les droits des femmes dans l'Iran du XIXe siècle.
- Roya Toloui (1966-) - militante pour les droits des femmes.

### Irlande
- Margaret "Gretta" Cousins (1878–1954) - suffragette irlando-indienne, a établi la All India Women's Conference, cofondé la Irish Women's Franchise League.
- Anna Haslam (1829–1922) - figure importante des débuts des mouvements pour les droits des femmes en Irlande, a fondé la Dublin Women's Suffrage Association.
- Francis Hutcheson (1694 – 1746) - philosophe irlandais né en Irlande de presbytériens écossais, est devenu un des pères des Lumières écossaises. Il s'opposait à l'esclavage, militait pour les droits des femmes et a mis Locke au défi pour avoir ignoré ces deux problèmes.
- Sarah Winstedt (1886-1972), médecin, chirurgienne et suffragette.

### Italie
- Carolina Arienti Lattanzi (1771-1818), écrivaine, journaliste, poète et l'une des pionnières du mouvement féministe italien. Elle prononce en 1797 une conférence célèbre, « Della schiavitù delle donne » (L'esclavage des femmes).

### Koweït
- Alanoud Alsharekh , militante koweïtienne des droits des femmes, membre fondatrice d'Abolish 153.

### Kenya
- Josephine Kulea - contre les mutilations génitales féminines et le mariage forcé des jeunes filles.
- Naisula Lesuuda (1984-) femme politique kényane, militante des droits des femmes.
- Grace Onyango (1927-) - première femme élue bourgmestre en Afrique, en 1965.
- Jane Anyango Odongo - fondatrice et la directrice du projet de développement Polycom, prix de Pacificatrice de la communauté 2010 (Peace X)
- Judy Thongori - avocate défendant les droits des femmes.
- Fatuma Ali Saman (1968-) - pédagogue kényane, militante pour les droits des femmes et membre du conseil d'administration indépendant des services de Police d'une Autorité de surveillance du Kenya
- Fidelis Wainaina (1960's-2008) - militante kenyane, fondatrice du Maseno Interchristian Child Self Help Group (MICH).

### Libéria
- Sara Beysolow Nyanti (1968-) - femme poltiique, pasteure, et fondatrice de deux Rainbow Community Learning Huts pour les adolescentes

### Libye
- Alaa Murabit (1989-) - fondatrice de l'organisation Voix des femmes libyennes.

### Liechtenstein
- Melitta Marxer (1923-2015) - militante pour le droit de vote des femmes.

### Malawi
- Jessie Kabwila-Kapasula, universitaire, féministe, éducatrice et militante.

### Malte
- Natalie Psaila, médecin, cofondatrice de Doctors for choice, militante pour les droits des femmes et la dépénalisation de l'avortement[9],[10].

### Maroc
- Amina Lamrini (1952-) - militante marocaine des droits humains dont les droits des femmes, et présidente de la Haute Autorité de la communication audiovisuelle du Maroc de 2012 à 2018
- Nouzha Skalli (1950-) - est une femme politique et militante pour les droits des femmes. Ministre du Développement social, de la Famille et de la Solidarité de 2007 à 2012, elle est la première personnalité d'un gouvernement marocain à proposer la légalisation de l'avortement au Maroc dans certains cas
- Rachida Tahri
- Rabéa Naciri (1954-) - militante féministe
- Khadija Rebbah
- Najat Razi
- Saidia Wadah
- Khadija Rougani
- Sanaa El Aji
- Aïcha Belarbi (1946-) - sociologue, diplomate, et militante pour les droits des femmes marocaines
- Fouzia Assouli (1958-) - activiste féministe
- Fatima Sadiqi - professeure de linguistique et d'étude de genres, droit des femmes marocaines
- Fatima Mernissi (1940-2015) - sociologue et romancière marocaine, leader du mouvement féministe
- Ghizlaine Chraibi (1970-) - psychothérapeute, peintre, auteure et éditrice, fondatrice de l'Institut marocain de psychothérapie relationnelle à Casablanca

### Nouvelle-Zélande
- Kate Sheppard (1847–1934) - suffragette, d'une grande influence dans l'acquisition du droit de vote pour les femmes de 1893, la Nouvelle-Zélande étant de plus le premier pays où les femmes ont pu voter.
- Jane Maria Atkinson (1824-1914) - pionnière, féministe, écrivaine, première femme Pakeha à gravir le mont Taranaki.

### Pakistan
- Malala Yousafzai (1997–) - militante pakistanaise pour les droits des femmes qui a été victime d'une tentative d'assassinat par les Talibans pour avoir milité pour le droit à l'éducation des filles. En 2014, âgée de 17 ans, elle obtient le prix Nobel de la paix[11].

### Palestine
- Nibal Thawabteh, militante pour les droits des femmes en Palestine, lauréate du prix international de la femme de courage en 2008.

### Pays-Bas
- Jacoba van den Brande (1735-1794), fonde la Physics / Natural History Society of Women in Middelburg (en néerlandais : Natuurkundig Genootschap der Dames te Middelburg ), la première académie de sciences entièrement féminine au monde.
- Anna Barbara van Meerten-Schilperoort (1778-1853), écrivaine et militante, elle fonde l'association caritative Hulpbetoon aan Eerlijke en Vlijtige Armoede, qui est la première organisation féminine aux Pays-Bas.
- Mariane van Hogendorp (1834-1909), féministe. Elle fonde la Nederlandsche Vrouwenbond ter Verhooging van het Zedelijk Bewustzijn (Union néerlandaise des femmes pour accroître la conscience morale).

### Puerto Rico
- Luisa Capetillo (1879–1922) - suffragette puerto-ricaine liée aux syndicats professionnels ; emprisonnée pour avoir porté des pantalons en public.

### Russie
- Anna Philosophova (1837–1912) - militante de la première heure pour les droits des femmes en Russie.
- Valentina Terechkova première cosmonaute soviétique et la première femme à effectuer un vol dans l'espace, du 16 au 19 juin 1963.

### Serbie
- Sainte Hélène d'Anjou (1236–1314) - reine, féministe, fondatrice d'écoles pour filles.
- Milica de Nemanja (1335–1405) - impératrice, féministe, poétesse.
- Jefimija (1349–1405) - femme politique, poétesse, diplomate, féministe.
- Milunka Savić (1888–1973) - première combattante européenne, soldate, féministe.
- Julka Hlapec-Đorđević (1882–1969) - écrivaine, suffragette, féministe.
- Ksenija Atanasijević (1894–1981) - philosophe, suffragette, première femme graduée avec un doctorat d'une université serbe.
- Stasa Zajovic (1953–) - cofondatrice et coordinatrice des Women in Black, Belgrade, Serbie.

### Somalie
- Fartuun Adan, activiste sociale somalienne (Prix international de la femme de courage en 2013).

### Suède
- Sophie Adlersparre (1823–1895) - éditrice, militante pour les droits des femmes et l'une des trois pionnières des droits des femmes les plus notables de Suède, avec Fredrika Bremer et Rosalie Roos.
- Gertrud Adelborg (1853-1942) - enseignante, active dans le mouvement des droits des femmes et la lutte pour le suffrage des femmes.
- Ellen Anckarsvärd (1833–1898) - militante pour les droits des femmes, cofondatrice de la Föreningen för gift kvinnas äganderätt (l'Association pour les droits des femmes mariées à la propriété).
- Fredrika Bremer (1801-1865) - écrivaine, militante féministe et pionnière du mouvement des droits pour les femmes en Suède.
- Josefina Deland (1814–1890) - féministe, écrivaine, enseignante, a fondé la Svenska lärarinnors pensionsförening (la Société des enseignantes à la retraite).
- Anna Hierta-Retzius (1841–1924) - militante pour les droits des femmes et philanthrope.
- Lotten von Kræmer (1828-1912) - baronne, écrivaine, poétesse, philanthrope, fondatrice de la société littéraire Samfundet De Nio.
- Agda Montelius (1850–1920) - féministe philanthrope, chaire de la Fredrika-Bremer-förbundet.
- Gulli Petrini (1867-1941) - physicienne, écrivaine, suffragette, militante des droits de la femme et femme politique.
- Rosalie Roos (1823–1898) - militante féministe, écrivaine et pionnière du mouvement des droits pour les femmes en Suède.
- Hilda Sachs (1857-1935) - journaliste, écrivaine et féministe.
- Anna Sandström (1854-1931) - réformatrice de l'éducation.
- Kajsa Wahlberg - conseillère nationale sur les activités de trafic humain.
- Anna Whitlock (1852–1930) - pionnière de l'éducation, journaliste et féministe.

### Suisse
- Jacqueline Berenstein-Wavre (1921) - militante pour les droits des femmes
- Louise Catherine Breslau (1856-1927) - peintre allemande naturalisée suisse, militante pour le droit des femmes à pouvoir vivre de leur art.
- Pauline Chaponnière-Chaix (1850-1934) - féministe, suffragette
- Simone Chapuis-Bischof (1931) - militante pour les droits des femmes
- Amélia Christinat (1916-2016) - défenseuse du droits des femmes
- Lucy Dutoit (1868-1937) - suffragette
- Caroline Farner (1842-1913) - femme médecin et suffragette
- Marie Goegg-Pouchoulin (1826-1899) - suffragette et militante pour les droits des femmes
- Marthe Gosteli (1917-2017) archiviste, suffragette et militante pour les droits des femmes
- Émilie Gourd (1879-1946) - journaliste et militante du droit des femmes
- Julie von May (1808-1875) - suffragette et militante pour les droits des femmes

### Syrie
- Maqbula al-Shalak (1921-1986) -  enseignante, militante et écrivaine syrienne

### Uruguay
- María Stagnero de Munar (1856-1922), pédagogue, fondatrice du Conseil national des femmes d'Uruguay.

### Autres
- Ayaan Hirsi Ali (1969–) - féministe somalienne-néerlandaise et militante athée, écrivaine et femme politique.
- Risa Hontiveros-Baraquel - militante pour les droits des femmes aux Philippines.
- Funmilayo Ransome-Kuti (1900-1978) - militante prééminente pour les droits des femmes au Nigeria.
- Unity Dow (1959–) - juge et écrivaine au Botswana, plaignante dans un cas qui a permis aux enfants de femmes Motswana et d'hommes étrangers à être considérés Tswanas.
- Raden Adjeng Kartini (1879–1904) - militante javanaise pour les femmes autochtones indonésiennes, critique des mariages polygames et du manque de possibilités d'éducation pour les femmes.
- Laure Moghaizel (1929–1997) - avocate libanaise et militante pour les droits des femmes.
- Bibi Titi Mohammed (1926-2000) - femme politique tanzanienne entraînant les femmes dans la lutte pour l'indépendance de leur pays.